# درخت ارجون استرالیایی
درخت ارجون استرالیایی (نام علمی: Terminalia australis) نام یک گونه از سرده ارجون است.